# Henri Rovel
Henri Rovel, né le 8 juillet 1849 à Saint-Dié et mort le 1er août 1926 dans la même ville, est un peintre, compositeur et météorologue français.

## Biographie
Peintre de paysages et de marines, il voyage en Algérie et en rapporte plusieurs œuvres orientalistes, dans les années 1890. Ami d'Adrien Demont et de Virginie Demont-Breton, il fréquente l'École de Wissant et réalise des vues du village, de la mer et des marins de Wissant.

## Hommages
Une rue de Saint-Dié-des-Vosges porte son nom.